# Aplekton
Aplekton (in greco ἄπληκτον?, dal latino applicatum) è un termine bizantino usato tra il X e il XIV secolo per indicare una base fortificata dell'esercito (similmente ai metaton) e in seguito in età paleologa l'obbligo di alloggiare i soldati.

## Storia e funzioni
L'istituzione degli aplekta come importanti punti di raduno, dove erano conservate le scorte di rifornimenti e dove le armate provinciali dei themata avrebbero dovuto unirsi al principale esercito imperiale per una campagna militare, è da datare molto probabilmente al regno dell'imperatore Costantino V (r. 741–775). Di questi, l'accampamento di Malagina in Bitinia era il più prossimo alla capitale Costantinopoli, ed è attestato per la prima volta nel 786/787. Altre basi dello stesso genere esistevano in Anatolia. L'imperatore Basilio I (r. 867–886) menziona Kaborkin, Koloneia e Kaisareia, mentre Bathys Ryax dovette essere usata per le spedizioni contro i Pauliciani. L'imperatore Costantino VII Porfirogenito (r. 945–959), nel suo trattato sulle spedizioni imperiali, riporta gli aplekta da ovest a est come segue: Malagina, Dorylaion, Kaborkin, Koloneia, Kaisareia e Dazimon. Altri accampamenti di questo tipo sono attestati dalle fonti letterarie a Kepoi (in corrispondenza delle foci del fiume Meandro) e a Phygela, a Diabasis in Tracia, oltre ai vasti accampamenti a Hebdomon nei pressi di Costantinopoli, e ad Adrianopoli.
Gli imperatori della dinastia comnena, pressati più duramente e carenti in profondità strategica, perpetuarono tale sistema, e aggiunsero nuovi accampamenti (non più denominati aplekta, pur ricoprendo lo stesso ruolo) a Gounaria in Paflagonia, a Chrysopolis in Bitinia, Pelagonia nella Macedonia occidentale, Serdica (odierna Sofia), Kypsella in Tracia (nei pressi del fiume Maritsa), e a Lopadion nei pressi del fiume Rindaco nell'Anatolia occidentale. Accampamenti per le spedizioni contro i Turchi Selgiuchidi furono stabiliti dall'imperatore Manuele I Comneno (r. 1143–1180) a Dorylaion e a Soublaion.